# 許恩
許恩（?—?），唐朝江寧（在今江苏省南京市境）人。曾擔任左拾遺一職。
生平不詳。排行第八，故稱許八，又稱許拾遺。開元十九年（731年），杜甫游吳越，曾向許恩乞要瓦棺寺中的維摩圖樣的翻繪本。天寶元年（742年）进士。十餘年後，許恩升遷為左拾遺，與當時同樣擔任拾遺的杜甫同職。乾元元年（758年）許恩升左拾遺要回南京探親之時，杜甫託他帶信給傷果禪師（旻上人）。杜甫的作品《送许八拾遗归江宁觐省甫昔时尝客游此县于许生处乞瓦棺寺维摩图样志诸篇末》、《因许八奉寄江宁旻上人》都是為許恩而寫。岑參作品《送許拾遺恩歸江寧拜親》也是寫給許恩。